# 사랑은 아니지만
사랑은 아니지만(こいではなく、코이데하나쿠)는 샹그릴라의 2011년 작 성인 게임이다. 원화는 도모세 슌사쿠가 맡는다.

## 개요
영화부, 사진부, 디지털 미디어 동호회라는 세 부가 한 자리에서 모여 학생 자주 영화를 찍는 것을 주제로 삼고 있다.

## 제작진
- 원화 : 도모세 슌사쿠